# Georg Rauch (SS-Mitglied)
Georg Rauch (* 31. Mai 1921 in Hohndorf; † 10. August 2008) war ein Offizier der Waffen-SS und war am Massaker von Sant’Anna di Stazzema beteiligt, bei dem etwa 560 Zivilisten ermordet wurden.

## Frühes Leben
Georg Rauch war der Sohn eines Bergmanns aus dem Erzgebirge und trat, als er neun Jahre alt war, in die die bündische Deutsche Freischar ein. Mit 12 Jahren war er Jungzugführer im Deutschen Jungvolk, als zu diesem Zeitpunkt die Freischar in die Hitlerjugend überführt wurde. Nach Abschluss einer Ausbildung zum Bäcker und Konditor trat er zum 13. März 1940 als Freiwilliger der SS bei (SS-Nummer 476.129).

## Militärische Laufbahn
Rauch wurde nach seinem Eintritt in die Waffen-SS einem der SS-Totenkopfverbände zugeteilt. Sein erster Kriegseinsatz erfolgte in der Sowjetunion und dauerte vom 23. Juni bis zum 26. September 1941. Anschließend erfolgte die Ausbildung zum Offizier an der SS-Junkerschule Braunschweig. Als SS-Unterscharführer und Gruppenführer kam er am 20. März 1942 erneut zur SS-Division Totenkopf und wurde Anfang April verwundet. Nachdem seine Verwundung auskuriert war, wurde er zum Warschauer Totenkopf-Ersatz-Bataillon als Ausbilder versetzt.
Rauch wurde am 13. September 1943 mit 59 weiteren Offizieren vom Totenkopf-Ersatz-Bataillon zum SS-Begleit-Bataillon der 16. SS-Panzergrenadier-Division „Reichsführer SS“ versetzt. Zum 1. März 1944 wurde er zum SS-Untersturmführer befördert. In dieser SS-Division wurde er im Sommer des Jahres 1944 als Adjutant des Bataillonskommandeurs Anton Galler im SS-Panzergrenadier-Regiment 35 eingesetzt.
In Italien war die 16. SS-Panzergrenadier-Division „Reichsführer SS“ zur Verteidigung der Gotenstellung eingesetzt. Als die Alliierten vorrückten, intensivierten Partisanen ihre Aktivitäten und die SS führte „Vergeltungsmaßnahmen“ gegen das „Bandenwesen“ durch, die aus Terrormaßnahmen gegen Zivilisten bestanden. Bei dem Massaker von Sant’Anna di Stazzema am 12. August 1944, bei der das SS-Panzergrenadier-Regiment 35 eingesetzt war, wurden etwa 560 Personen ermordet, vor allem Kinder, Frauen und alte Menschen.

## Späte juristische Aufarbeitung

### Verurteilung in Italien
Rauch wurde in Abwesenheit am 22. Juni 2005 in einem Prozess vor einem Militärgericht in La Spezia zusammen mit neun weiteren beteiligten ehemaligen SS-Mitgliedern wegen „fortgesetzten Mordes mit besonderer Grausamkeit“ zu lebenslanger Haft und Schadensersatz an drei als Nebenklägerinnen auftretende Familienangehörige von je 10.000 Euro verurteilt. Neben Rauch erhielten Alfred Schöneberg, Gerhard Sommer, Karl Gropler, Werner Bruß, Heinrich Schendel, Ludwig Heinrich Sonntag, Ludwig Göring, Alfred Mathias Concina und Horst Richter in Abwesenheit lebenslängliche Freiheitsstrafen.
Rauch bestritt auch jede Beteiligung an dem Massaker und gab an, er sei sofort nach seiner Ankunft in Italien bei einem Luftangriff verwundet und in das Militärkrankenhaus von Pavia eingeliefert worden. Er hat daher gegen das Urteil Revision eingelegt.
Am 8. November 2007 bestätigte der italienische Kassationsgerichtshof in Rom die lebenslangen Haftstrafen für Georg Rauch und seine zwei Kameraden Gerhard Sommer und Karl Gropler. Nach einem Bericht der Nachrichtenagentur Ansa lehnte das Gericht den Antrag des Militärstaatsanwalts ab, das vorherige Urteil aufgrund eines Verfahrensfehlers zu annullieren und einen neuen Prozess anzusetzen.
Die Urteile könnten in Italien oder in Deutschland vollstreckt werden. Wenn die deutschen Behörden einem Auslieferungsbegehren Italiens folgen würden, hätten die Verurteilten ihre Strafe aufgrund ihres Alters als „Hausarrest“ zu verbüßen. Deutschland liefert eigene Staatsbürger zum Zwecke der Strafvollstreckung nicht gegen ihren Willen aus, und die Vollstreckungsübernahme eines auf lebenslange Freiheitsstrafe lautenden Abwesenheitsurteils ist nach deutschem Recht nicht möglich.
In einer deutschen Übersetzung des (erstinstanzlichen) italienischen Urteils heißt es: Man muss also davon ausgehen, dass Rauch zumindest an der Planung und Organisation, wenn nicht an der konkreten Ausführung des Massakers teilgenommen hat. Das geht einerseits aus den Aufgaben eines Adjutanten hervor, andererseits aber auch aus konkreten Elementen, die belegen, dass Rauch seinen Kommandanten tatkräftig unterstützte. […] Da also die Planung des Massakers von Sant’Anna direkt zu seinem Zuständigkeitsbereich gehörte, und da man keinen echten Nachweis erbringen konnte, dass er zu der Zeit nicht vor Ort gewesen sei, muss man davon ausgehen, dass er zumindest an der Planung beteiligt war. […] Man kann also davon ausgehen, dass er am 12. August 1944 im Dienst war und dass er zumindest an der Planung, wahrscheinlich jedoch – anhand weiterer Elemente – auch an der Ausführung des Massakers beteiligt war. Es ist nämlich belegt, dass das ganze Bataillon, also auch der Kommandant und seine nächsten Mitarbeiter, an der Aktion teilnahmen.

### Ermittlungen in Deutschland
Das Stuttgarter Landgericht hat vor dem italienischen Urteil ein Verfahren gegen Rauch eingestellt, weil die vorhandenen Nachweise über Rauchs Verwundung bzw. Nicht-Verwundung in der fraglichen Zeit (damit für seine Tatbeteiligung) unzureichend erschienen und ein wichtiger Zeuge inzwischen verstorben war. Das Gericht in La Spezia schloss sich jedoch dieser Sichtweise nicht an. Seit Oktober 2002 ermittelte die Staatsanwalt Stuttgart erneut gegen Rauch, es wurde aber keine Anklage erhoben. Ende September 2012 wurde das Ermittlungsverfahren von der Staatsanwaltschaft Stuttgart wegen mangelnden hinreichenden Tatverdachts gemäß § 170 Abs. 2 StPO eingestellt.